# Полмонт
По́лмонт (англ. Polmont, шотл. Powmont, шотл. гел. Poll-Mhonaidh) — місто в центрі Шотландії, в області Фолкерк.
Населення міста становить 20 720 осіб (2006).